# استان مایابکه

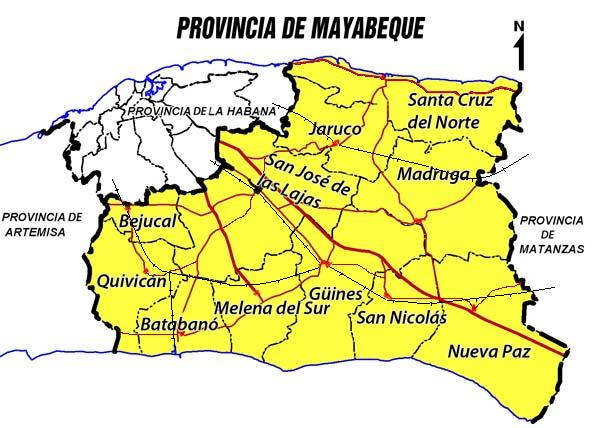
نقشه استان مایابکه

استان مایابکه (به اسپانیایی: Provincia de Mayabeque) یکی از استانهای کوبا است و پایتخت آن شهر سن خوزه د لاس لاخاس است.

## خصوصیات
استان مایابکه یکی از دو استان جدیدالتأسیس کوبا است که از تقسیم استان هابانای سابق به وجود آمده‌اند (استان جدیدالتأسیس دیگر آرتمیسا است). تأسیس این استان در ۱ ماه اوت ۲۰۱۰ توسط مجلس ملی قدرت مردم کوبا به تأیید رسید و این استان جدید از ۱ ژانویه ۲۰۱۱ به طور رسمی شکل گرفت. این استان که از ۱۱ منطقهٔ شهری در شرق استان هابانای سابق تشکیل شده است، بر اساس آمارگیری سال ۲۰۱۲ دارای ۳۷۶٬۸۲۵ نفر جمعیت است که این میزان %۳٫۴ از جمعیت کل کشور کوبا را تشکیل می‌دهد.
این استان نام خود را از رودخانهٔ مایابکه (بزرگترین رودخانه در این منطقه) و نیز کرانه جنوبی ساحل مایابکه گرفته است.

## نگارخانه

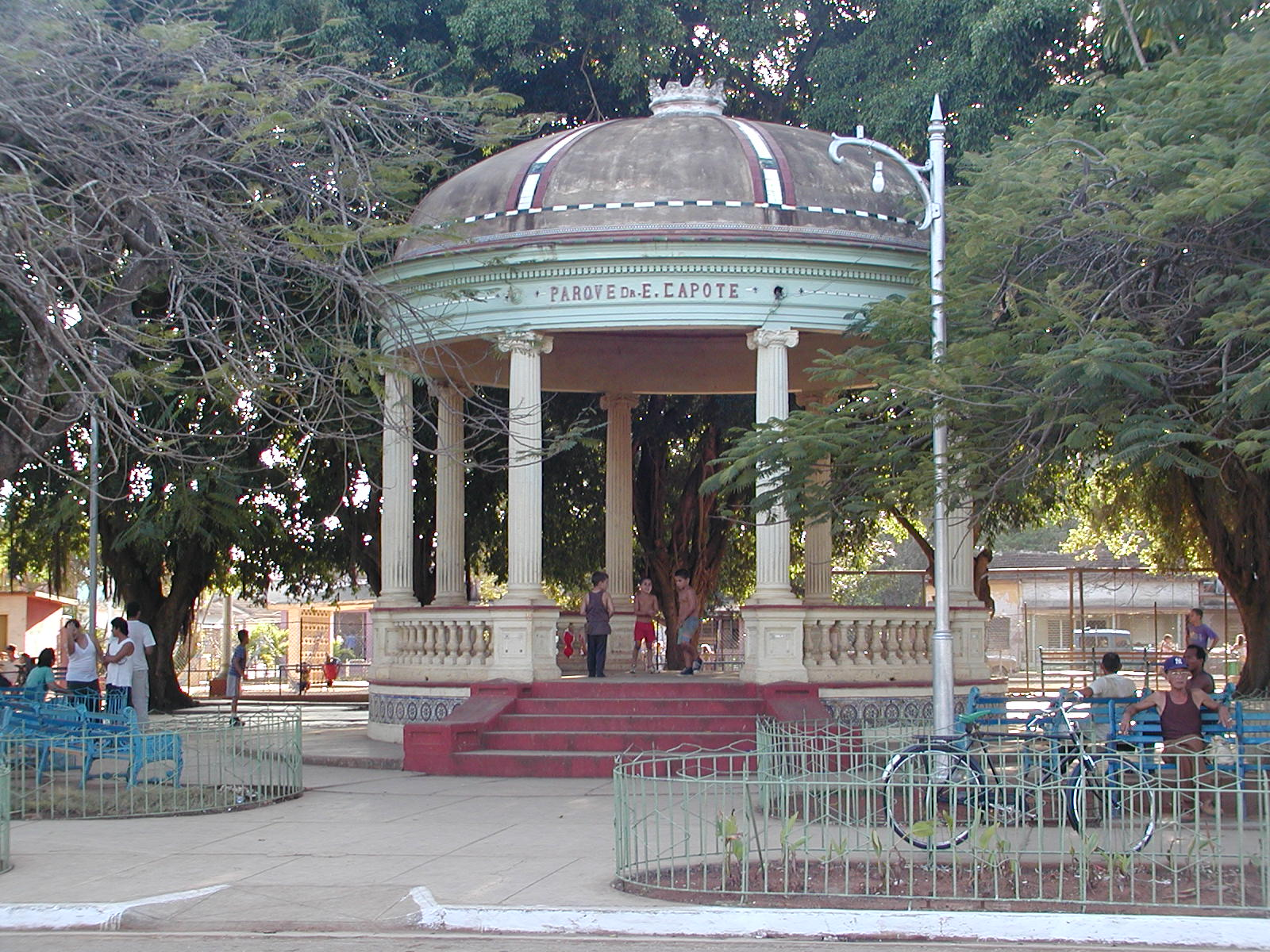
پارک کیویکان
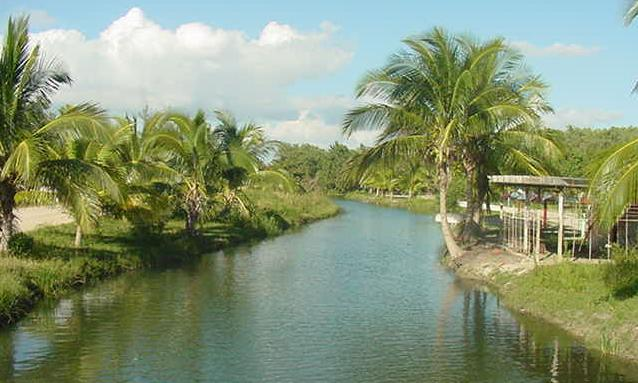
رودخانهٔ مایابکه
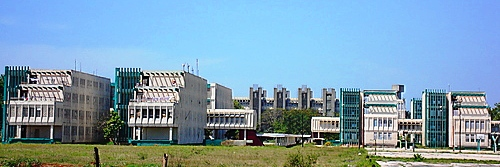
دانشکده کشاورزی در سن خوزه د لاس لاخاس